# Комашко Павло Савович
Павло Савович Кома́шко (нар. 1878, Міські Млини — пом. 9 січня 1925, Полтава) — український майстер художнього різьблення по дереву.

## Біографія
Народився 1878 року в селі Міських Млинах (тепер Полтавський район Полтавської області, Україна). Брав участь у російсько-японській війні 1904—1905 років. Навчався у сницаря М. Чубенка, в майстерні якого працював впродовж 1906—1908 років.
З 1908 року жив у Полтаві, де впродовж 1908–1917 років працював у столярнорізьбярській майстерні земства та впродовж 1917–1924 років — у спілці деревообробників. Помер в Полтаві 9 січня 1925 року.

## Творчість
Виготовляв іконостаси, кіоти, аналої, оздоблені в єпархіальному стилі; меблі (столи, стільці, дивани, ліжка), вжиткові речі, рамки для фотокарток, полиці, рамки з ручками для дзеркал, ножі для розрізування паперу (1910–1920-ті) у тригранно-виїмчастому різьбленні з рослинним орнаментом, зображенням птахів.
Брав участь у Всеросійській кустарній виставці в 1913 році у Санкт-Петербурзі (мала срібна медаль за буфет, виконаний разом із Василем Гарбузом за проектом В. Черченка, Полтавський художній музей).
Роботи зберігаються у Полтавському художньому і краєзнавчому музеях.